# Macromitrium fragilicuspis
Macromitrium fragilicuspis är en bladmossart som beskrevs av Jules Cardot 1909. Macromitrium fragilicuspis ingår i släktet Macromitrium och familjen Orthotrichaceae. Inga underarter finns listade i Catalogue of Life.